# Narodni muzej Damaska
Narodni muzej Damaska (arabsko المتحف الوطني بدمشق‎) je arheološki muzej v središču Damaska, Sirija.
Je največji muzej v državi in pokriva celotno sirsko zgodovino, ki traja več kot 11 tisočletij. V njem so zbrane pomembne najdbe in relikvije, zlasti iz Marija, Eble in Ugarita, treh najpomembnejših starodavnih arheoloških najdišč v Siriji. Muzej je bil ustanovljen leta 1919 v času Arabskega kraljestva Sirija in kralja Fejsala in je najstarejša muzejska ustanova v Siriji.
Med najpomembnejšimi znamenitostmi muzeja so  sinagoga Dura-Europos, rekonstruirana sinagoga, zgrajena leta 245 n. št., ki so jo kos za kosom prenesli v Damask v 30. letih dvajsetega stoletja, kipi in tekstil iz Palmire ter kip grške  boginje  zmage iz južne Sirije. Sinagoga slovi po živahnih in dobro ohranjenih stenskih poslikavah in freskah. V muzeju je več kot 5000 klinopisnih tablic. Na eni od njih je zapisana prva znana abeceda – ugaritska abeceda. Muzej krasijo tudi freske iz 2. stoletja, dodelane grobnice in nedavno obnovljeni Al-latin lev, ki je prvotno stražaril v Narodnem muzeju Palmire, a je bil zaradi varnosti preseljen v Damask.
Ko je sirska državljanska vojna zajela Damask in ogrozila njegove bogate kulturne zbirke, se je muzej leta 2012 začasno zaprl. Muzejske oblasti so več kot 300.000 predmetov hitro preselile na skrivne lokacije, da bi sirsko kulturno dediščino zavarovale  pred uničenjem in ropanjem. Po šestih letih je muzej 29. oktobra 2018 ponovno odprl štiri od petih kril.

## Lokacija
Narodni muzej Damaska je v zahodnem delu Damaska v ulici Shoukri Al-Quwatlyi  med Univerzo Damaska in kompleksom mošeje Tekiyye.

## Zgodovina
Prvi  muzej je bil ustanovljen leta 1919 v medresi al-Adiliyah pod pokroviteljstvom sirskega Ministrstva za izobraževanje. V njem je bila manjša zbirka starin, ki je bila leta 1936 preseljena na sedanjo lokacijo. Vhod v muzej je vhod v nekdanji omajadski puščavski grad Qasr al-Hayr al-Gharbi, ki so ga prenesli iz Sirske puščave.
Odkritje gradu Qasr al-Hayr al-Gharbi je vzbudilo novo zanimanje za islamsko obdobje, zato se je Direktorat za starine odločil, da bo fragmente palače vgradil v muzej.  Vhod v palačo se je prenesel v Damask in se skrbno rekonstruiral v glavni vhod v muzej. Postopek je trajal več let in bil svečano zaključen leta 1950. Takrat je muzej dobil tudi nove dvorane v več  krilih. Leta 1953 je bilo zgrajeno novo trinadstropno krilo, v katerem sta prikazana islamsko obdobje in sodobna sirska umetnost.
Leta 1963 sta bila muzeju dodana predavalnica in knjižnica. Predavalnica je opremljena v slogu sprejemne dvorane iz damaščanskega obdobja 19. stoletja. Je bogato krašena kot večina damaščanskih palač tistega časa.
Muzej je bil leta 1974 obogaten z eksponati iz paleolitika. Leta 2004 je bilo preurejeno začasno razstavno krilo in vanj prenesena neolitska zbirka.

## Razstave
Med edinstvene muzejske eksponate spadajo obnovljene stenske slike sinagoge Dura-Europos iz 3. stoletja n. št., hipogej Jarhaj iz Palmire iz leta 108 n. št. ter fasada in freske iz omajadskega gradu Qasr Al-Heer Al-Gharbi iz 8. stoletja, ki je stal  približno 80 km južno od Palmire. Med druge pomembne eksponate sodijo  predmeti iz različnih zgodovinskih obdobij, kot so prva abeceda na svetu iz Ugarita, in številni mozaiki iz rimske dobe. Predmeti so razstavljeni v petih krilih.

### Prazgodovinsko obdobje
Razstavljena so okostja iz različnih obdobij kamene dobe, največ iz neolitika, predmeti in najdbe iz porečij Oronta in Evfrata in Tell Ramada v jugozahodni Siriji.

### Staroveška Sirija
V tem oddelku so razstavljene klinopisne tablice, valjasti pečati in amuleti iz starodavnih mest kot so Ebla, Mari in Ugarit in kipi iz Tell Halafa. Najpomembnejša je glinasta tablica z ugaritsko abecedo.

### Grško in rimsko/bizantinsko (klasično) obdobje
Iz tega obdobja je razstavljenih veliko klasičnih sirskih predmetov: kipi, marmorni in kamniti sarkofagi, mozaiki, nakit in kovanci iz selevkidskega, rimskega in bizantinskega obdobja. Predmeti izvirajo iz Palmire, sinagoge Dura-Evropos in  gore Druze. Med najštevilčnejše in najpomembnejše spadajo čudoviti bizantinski rokopisi in nakit, izdelki iz kamna ter svilene in bombažne tkanine iz Palmire, ki so se ohranile v puščavskem pesku.
Med najpomembnejše eksponate iz klasične dobe spadata podzemna palmirska grobnica iz 3. stoletja in hipogej Jarhaj, ki velja za enega najlepših  primerov palmirske pogrebne umetnosti. Hipogej iz leta 108 pr. n. št.  so odkrili v palmirski dolini grobnic in ga leta 1935 prenesli  v muzej. Razstavljen je v podzemnem delu muzeja in dostopen iz sobe 15. V tej dvorani je tudi več drugih reliefov iz grobnic v Palmiri.

### Islamsko obdobje
Iz islamskega obdobja je vhod v muzej in veliko steklenih in kovinskih predmetov in kovancev iz različnih obdobij islamske zgodovine. V muzeju so tudi sveti spisi iz omajadskega do osmanskega obdobja. V eni od dvoran je na ogled tradicionalen damaščanski dom, prenesen iz hiše iz 18. stoletja v starem mestnem jedru Damaska.

### Sodobna umetnost
V tem oddelku so dela sodobnih umetnikov iz Sirije, arabskega sveta in drugih držav.

## Galerija
- Vhod v muzej, islamska palača iz 8. stoletja
- Muzejski vrt
- V muzejskem vrtu so razstavljena vrata in okraski iz starodavnih sirskih templjev
- Kapiteli stebrov in starodavna kad
- Detajl rimskega mozaika
- Detajl rimskega mozaika
- Detajl rimskega mozaika
- Napis na grškem mozaiku
- Boginja Ištar na palmirskem reliefu iz 3. stoletja
- Palmirski sarkofagi iz 3. stoletja
- Rimski nagrobnik
- Rimski nagrobnik
- Palmirski lev
- Bazaltni kip boginje Al-lāt-Minerve iz As-Suwayda
- Detajl z rimskega sarkofaga
- Kip nabatejskega boga
- Stenska slika iz sinagoge Dura-Evropos
- Stenska slika iz sinagoge Dura-Evropos
- Stenska slika iz sinagoge Dura-Evropos